# Batya Friedman
Batya Friedman es profesora estadounidense en la Escuela de Información, profesora adjunta en el Departamento de Informática y profesora adjunta en el Departamento de Diseño e Ingeniería Centrados en el Hombre de la Universidad de Washington, donde dirige el Laboratorio de Investigación de Diseño Sensible al Valor.

## Trabajo
Batya es una de las fundadoras pioneras del Value Sensitive Design (Diseño Sensible al Valor en castellano) (en), un enfoque que tiene en cuenta los valores humanos en el diseño de los sistemas de información.
En la actualidad, Batya es codirectora del Laboratorio de Políticas Tecnológicas de la UW, codirectora del Laboratorio de Value Sensitive Design y profesora adjunta del Departamento de Diseño e Ingeniería Centrados en el Hombre de la Universidad de Washington. Además, es profesora adjunta de la Escuela Allen de Ciencias de la Computación e Ingeniería de la Universidad de Washington y profesora asociada del Centro de Derechos Humanos.

## Premios
- "Gilles Hondius Amigo" - Universidad Técnica de Delft, 2020[6]
- Honorary Doctorado - Universidad Técnica de Delft, 2020[7]
- ACM SIGCHI Academia - ACM SIGCHI, 2019[8]
- Inducción a Afiliación - ACM SIGCHI Academia, 2019[9]
- Premio de Impacto social - ACM SIGCHI, 2012[10]
- Multi-Premio de Papel de Intimidad disciplinario, 2010[11]
- Multi-Premio de Papel de Intimidad disciplinario, Honorable Menciona, 2010[12]
- Premio de Papel mejor, Pista de Sistemas Organizativos - HCISS, 2002[13]
- GRIFO: ACM lista de científicos de ordenador hembra notables, 1997[13]

## Publicaciones Seleccionadas
- Friedman, B., & Hendry, D. G. (2019). Valor diseño sensible: shaping tecnología con imaginación moral. Cambridge, MA. MIT Prensa.
- Friedman, B. (2008). Valor Diseño Sensible. En D. Schuler, Liberating Voces: Una Lengua de Patrón para Revolución de Comunicación (pp. 366@–368). El MIT Prensa
- Friedman, B., & Hendry, D. (2012). El envisioning tarjetas: un toolkit para catalyzing imaginaciones humanísticas y técnicas. Proceedings Del SIGCHI Conferencia en Factores Humanos en Computar Sistemas, 1145@–1148. https://doi.org/10.1145/2207676.2208562.[14]
- Friedman, B. (2004). Valor Diseño Sensible. En W. S. Bainbridge (Ed.), Enciclopedia de Interacción de ordenador Humano (pp. 769@–774). Berkshire Grupo editorial.  ISBN 9781591405627
- Friedman, B., & Kahn, P. H. (2003). Valores humanos, ethics, y diseño. En Un. Sears, J. Un. Jacko, & S. Garfinkel, El Manual de Interacción de Ordenador Humano: Fundamentals, Evolucionando Tecnologías y Emergiendo Aplicaciones (2.º ed., pp. 1241@–1266). CRC Prensa. https://dl.acm.org/doi/book/10.5555/2378709[15]
- Friedman, B., & Kahn, P. H. (2000). Direcciones nuevas: un valor-aproximación de diseño sensible a realidad aumentada. Proceedings De OSAR 2000 encima Diseñando Entornos de Realidad Aumentada, 163@–164. https://doi.org/10.1145/354666.354694[16]
- Friedman, B. (1 de diciembre de 1996). Valor-diseño sensible. ACM Interacciones, 3(6), 16@–23. https://doi.org/10.1145/242485.242493[17]
- Friedman, B., & Kahn, P. H. (1992). Agencia humana e informática responsable: Implicaciones para diseño de sistema del ordenador. Revista de Sistemas y Software, 17(1), 7@–14. https://doi.org/10.1016/0164-1212(92)90075-U[18]